# ولاية جالفيستون الحرة
ولاية جالفستون الحرة أو جمهورية جزيرة جالفستون هي تسمية مبهمة غير رسمية اطلقت على مدينة غالفستون الساحلية في ولاية تكساس الأمريكية خلال الفترة من أوائل القرن العشرين وحتى منتصفه، واليوم يستخدم المصطلح أحيانًا لوصف ثقافة وتاريخ تلك الحقبة.

خلال العشرينات من القرن الماضي، برزت جزيرة جالفستون كمنتجع شهير، وجذب المشاهير من جميع أنحاء البلاد. فكانت المقامرة والمشروبات الكحولية غير القانونية، والأعمال التجارية الأخرى التي تستعمل للهو والترفيه جزءًا رئيسيًا من السياحة. يجسد لقب "فري ستيت" اعتقادًا لدى العديد من السكان المحليين بأن جالفستون كانت تتجاوز ما اعتبروه أعرافًا وقوانين قمعية لتكساس والولايات المتحدة. كان اثنان من الشخصيات الرئيسية في ذلك العصر هما رجال الأعمال وسماسرة السلطة وزعماء الجرائم سام وروزاريو ماسيو، الذي أدار الكازينوهات والنوادي الرئيسية في الجزيرة وشارك بشكل كبير في السياسة المحلية وصناعة السياحة. فتم تمكين نجاح الأمور اللا أخلاقية على الجزيرة، على الرغم من كونها غير قانونية، من خلال المواقف المتراخية في المجتمع والحكومة، في كل من الجزيرة والمقاطعة. في أحد الأمثلة الأكثر شهرة على ذلك، قامت لجنة حكومية بالتحقيق في المقامرة في الغرفة البالينية، بإخبار العمدة المحلي بأنه لم يداهم المنشأة لأنها كانت "ناديًا خاصًا" ولأنه لم يكن "عضو".
يمثل جزء كبير من هذه الفترة نقطة عالية في اقتصاد جالفستون. يشار إليه أحيانًا باسم "العصر المفتوح" أو "عصر الانفتاح على مصراعيها" لأن أصحاب الأعمال والمجتمع لم يبذلوا سوى القليل من الجهد لإخفاء الأنشطة غير القانونية. ساعدت صناعة السياحة التي ولدت من خلال الأعمال غير القانونية على تعويض تراجع جالفستون كمركز تجاري وشحن بعد إعصار مدمر في عام 1900، لكن الحملات ضد المقامرة والدعارة في تكساس خلال منتصف القرن العشرين جعلت هذه الأعمال التجارية صعبة بشكل متزايد. بحلول نهاية الخمسينيات من القرن الماضي، انتهى عصر تاريخ جالفستون، نتيجة ركود اقتصادها لسنوات عديدة.